# Guillaume Ier de Craon
Guillaume Ier de Craon, dit le Grand (vers 1318-1388), est vicomte de Châteaudun (par sa femme Marguerite de Flandre ; mais il descendait aussi des Châteaudun par sa mère Béatrice de Roucy), seigneur de La Ferté-Bernard (en 1345 par succession de son beau-frère Ingelger Ier d'Amboise), de Domart-en-Ponthieu et Bernaville (par échange vers 1337 avec son lointain cousin Pierre de Dreux, contre la part du sixième de Château-du-Loir héritée par Guillaume le Grand de son ancêtre Jeanne des Roches, femme d'Amaury Ier de Craon et fille du sénéchal Guillaume), et sans doute aussi de Marcillac. Il exerce les fonctions de chambellan royal.

## Biographie
Il est le second fils d'Amaury III baron de Craon, seigneur de Sablé, et de sa deuxième femme Béatrice de Roucy de Pierrepont, dame de La Suze, fille du comte Jean IV.
Le 4 mai 1341, il se marie avec Marguerite de Dampierre-Flandre-Termonde, petite-fille de Guillaume Ier de Termonde, vicomtesse de Châteaudun. Ils auront huit enfants, :  
- Guillaume II de Craon, (vers 1342/1345-† 1410), chambellan du roi, Vicomte de Châteaudun en héritage de ses parents ; du chef de sa femme, seigneur de Montbazon, Villandry (Colombiers), Savonnières, Montsoreau, du Brandon, Marnes et Moncontour, de Sainte-Maure, Ferrière-Larçon, Ferrière, Verneuil, Nouâtre et Pressigny, de Jarnac et Châteauneuf  par son mariage en 1372 avec sa petite-cousine Jeanne, fille de Renaud de Montbazon et de Jeanne de Craon (elle-même fille de Maurice VII et Marguerite de Mello-St-Bris-Jarnac ; sœur puînée d'Amaury IV et d'Isabelle de Craon ; petite-fille d'Amaury III et de sa première épouse Isabelle de Ste-Maure) ; de son propre chef, dès avant son mariage et probablement par un don paternel : seigneur de Marcillac, éventuellement avec un ajout possible venu de sa femme Jeanne de Montbazon[Note 2] ; postérité de leurs filles Marguerite, Marie et Louise de Craon :  
  - après la disparition sans descendance de leurs frères Amaury († 1390), Guillaume III († vers 1397 ou en 1407/1410 ?) et Jean (Grand bouteiller en 1413, † 1415 à Azincourt), vicomtes de Châteaudun : Châteaudun est alors acquis progressivement par le duc Louis et ses fils Charles et Jean d'Orléans)
  - par Marguerite de Craon, femme de Guy VIII de La Rochefoucauld, postérité dans la Maison de La Rochefoucauld qui aura Marcillac (avec le titre de prince de Marcillac), Montbazon, Ste-Maure, Nouâtre, Le Brandon (ces quatre derniers fiefs passeront à leurs descendants Rohan-Guéméné pour former le duché de Montbazon)
  - par Marie de Craon, épouse de Louis Ier Chabot de La Grève, postérité dans la Maison Chabot qui recevra Jarnac, Montsoreau, Marnes, Moncontour, Savonnières, Villandry-Colombiers, Le Grand-Pressigny, Ferrière-Larçon, Verneuil-sur-Indre, Ferrière-sur-Beaulieu
  - et par Louise de Craon, postérité chez les Mailly d'Auvillers (d'Auvilliers ?)
- Amaury, maître des requêtes de l'Hôtel du Roi et trésorier de l'Église de Reims
- Pierre de Craon, dit le Grand (vers 1345-† 1409), Seigneur de Brunnetel par don de sa tante maternelle Mahaut de Flandre-Termonde en 1463, Seigneur de Sablé et Précigné par acquisition en 1390 jusqu'en 1392, et de La Ferté-Bernard en succession paternelle jusque vers 1392/1393. Mari de Jeanne de Châtillon-Porcien-Pontarci, dame de Rozoy, sœur cadette de Marie ci-après : deux filles de Marie de Coucy-Meaux (fille d'Enguerrand de Coucy, lui-même fils cadet d'Enguerrand V) et de Gaucher de Châtillon, fils d'Hugues de Châtillon-Pontarci, lui-même fils cadet du connétable Gaucher V ; d'où :  
  - leur fils Antoine (vers 1369-† en 1415 à Azincourt), Grand panetier en 1411-1413, gouverneur de Soissons en 1413, conseiller-chambellan de Charles VI et Jean sans Peur, seigneur de Beauverger-en-Vermandois (à Oisy ?) par achat en 1404 ; x 1405 Jeanne de Hondschoote, d'où Marie, sans postérité de son mari Charles, fils de Jeannet et Michelle d'Estouteville-Villebon
  - par leur fille Jeanne de Craon (vers 1376-† 1421 en couches de son dernier fils Jean IV de Beauvau-Craon), qui épouse 1° vers 1400 Ingelger II d'Amboise (dernier fils d'Ingelger Ier), puis 2° 1409 Pierre de Beauvau : postérité dans les d'Amboise, La Trémoille, et les Beauvau-Craon
- Jean Ier de Craon (vers 1346-1409), Seigneur de Dom(m)art en Ponthieu et Bernaville : fiefs venus du mariage d'Aénor de St-Valéry-sur-Somme avec Robert III de Dreux en 1210, qui sont d'ailleurs à la fois dans les ancêtres maternels de Jean Ier et dans ceux de sa femme Marie de Châtillon ; mais Jean les hérite en fait de son père Guillaume Ier qui les avait acquis vers 1337 : voir plus haut ; chambellan de Louis duc d'Orléans, il épouse en 1364 Marie de Châtillon-Porcien-Pontarci, dame de Clacy et Tours-sur-Marne, vidamesse de Laon (son époux Jean Ier vend le vidamé en 1389 à son beau-frère Guillaume II Cassinel, époux d'Isabeau de Châtillon, contre 9 000 livres tournois), sœur aînée de Jeanne de Châtillon ci-dessus ; avec postérité : 
  - leurs deux fils Simon (né vers 1392) et Jean II de Domart, Bernaville et Clacy meurent respectivement en 1415 et 1417 des blessures reçues à Azincourt
    - Jacques de Craon (1414-1440), fils de Jean II x Guyotte de Lonroi/Longroy, seigneur de Domart, Bernaville et Clacy, épouse Bonne de Fosseux, d'où :
      - Antoine de Craon (vers 1440-1480 ; x Claude de Crèvecœur) ; Jacques de Lonroi ; et Jeanne
      - deux filles ou sœurs ? d'Antoine : Jeanne, dame de Domart, Bernaville et Clacy, x (1441 ?) Jean Ier de Moreuil-Soissons, avec postérité ; et sa sœur Catherine de Craon, x Jean de Vassenaère (van Wassenaer) de Leyde, d'où postérité

  - leurs filles sont : Marguerite de Tours (1368-1420 ; x 1° 1381 Bernard de Dormans († 1381) fils du chancelier Guillaume, et 2° 1384 Jean Ier de Croÿ, Grand bouteiller en 1412, † en 1415 à Azincourt : d'où la Maison de Croÿ) ; Marguerite/Marie, x Gaucher de Thourotte (d'Allibaudières ?) ; Jacqueline, x Jean de Ghistelles de Dudzele : d'où postérité ; et quatre abbesses : Jeanne et Agnès, abbesses d'Origny ; Nicole et Catherine de Craon, abbesses d'Avenay
- Gui de Craon, Seigneur de Sainte-Jullite, Chambellan du Roi de France Charles VI de France,
- Béatrix de Craon, † vers 1392, épouse de Renaud VI de Maulévrier : d'où postérité
- Jeanne de Craon, épouse de Pierre II de Tournemine Seigneur de La Hunaudaye : d'où postérité[3]
- Marie de Craon, † 1401, épouse en premières noces de Guillaume d'Auton, puis (1373) de Hervé Seigneur de Mosny et Thorigny : d'où postérité.

Début 1361, Bertrand du Guesclin et Guillaume Ier de Craon se rendent à Juigné-sur-Sarthe pour y combattre Hugues de Calveley. En plein milieu du combat, Guillaume et 80 de ses hommes d'armes perdent pied et s'enfuient, laissant Du Guesclin se faire prendre avec ses hommes. 
Marcillac vient de la première épouse d'Amaury III, Isabelle de Ste-Maure (vers 1283-1310 ; elle le tenait de sa mère Jeanne de Rancon), et leur fils Maurice VII  l'a possédé. À la disparition de son demi-frère aîné Maurice VII  († 1330) et de leur père Amaury III († 1333), ou par son neveu Amaury IV († 1373 ; fils de Maurice VII ), Guillaume Ier est probablement devenu Seigneur de Marcillac par un legs, un don ou un arrangement/partage familial, sans pourtant descendre des Rancon/Ste-Maure sires de Marcillac comme le font les Craon de la branche aînée issue du premier lit d'Amaury III avec Isabelle de Ste-Maure ; Guillaume Ier n'est que de la branche cadette, troisième fils du deuxième lit d'Amaury III avec Béatrice de La Suze. Il doit ensuite donner Marcillac à son fils Guillaume II ci-dessus, titré de Marcillac avant même son mariage en 1372 avec sa petite-cousine Jeanne de Montbazon ; comme la possession de Marcillac par Guillaume Ier n'est pas absolument avérée, si la transmission ne s'est pas réalisée vers lui par une disposition de Maurice VII , d'Amaury III ou d'Amaury IV — mais cela reste le cas le plus probable — elle se serait faite alors par un legs ou un accord familial venu de ses neveux Amaury IV (1326-† 1373), Isabelle (ca. 1328-† 1394) et Jeanne/Aléonor de Craon (ca. 1330-ca. 1385 ; c'est la femme de Renaud de Montbazon et la mère de Jeanne de Montbazon), les trois enfants de Maurice VII  de Craon (1304-† 1330), vers leur cousin germain Guillaume II,.   
En revanche, Guillaume Ier n'a pas été baron de Jarnac ni de Ste-Maure, comme on le lit souvent : mais son fils le sera par son mariage avec sa petite-cousine Jeanne de Montbazon.    
Guillaume Ier de Craon fut le chambellan des rois de France Philippe VI de France et Jean II, il était également très lié avec le duc Louis Ier d'Anjou, par ailleurs acquéreur de Sablé et Chantocé.
Il est mort le 8 juin 1397 à Châteaudun. Il est inhumé aux Cordeliers de Tours.